# 線鱧
線鱧（學名：Channa striata，另稱泰國鱧、泰國魚虎、虎斑雷龍、泰國鮕鮘），為鱧科鱧屬的一種魚類。線鱧的生命力極強，為強勢物種。這魚種原生於南亚及东南亚，但現時已被引入到太平洋三大島群（但來自马达加斯加及美國夏威夷州的報告後來發現是誤報：被發現的魚其實只是鱧魚（C. maculata）。
其种加词“striata”意为“有条纹的”。

## 體型

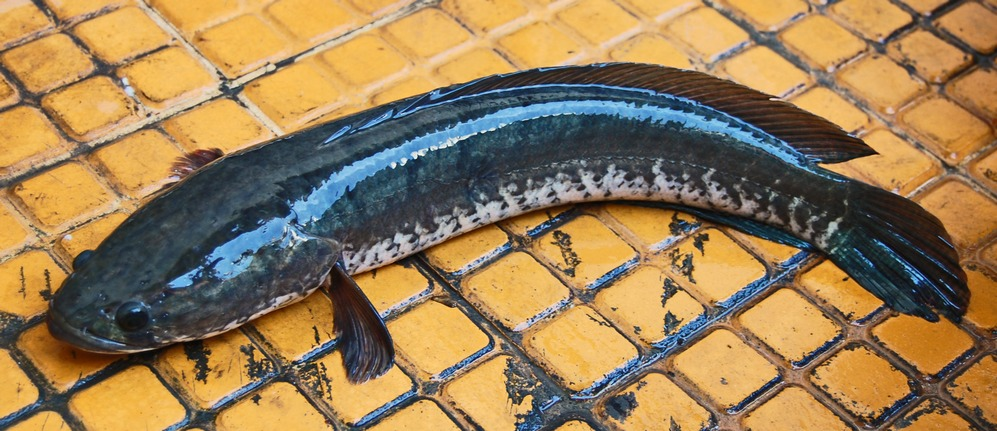
泰國鱧

泰國鱧體型巨大，但較同類小盾鱧（Channa micropeltes）（俗稱魚虎）稍小，人們也常常將這兩種魚搞混。

## 特徵
泰國鱧身體修長，頭大而寬並稍有些鈍，口部與瞳孔大，背鰭以及臀鰭基部長，腹鰭位於腹部，尾鰭稍橢圓形。泰國鱧的體色呈褐綠色或暗黑色，腹部則是灰白色，而背部是灰黑色，魚鰭的顏色均較淺。

## 分布
泰國鱧原產於中國南部、巴基斯坦、印度、尼泊爾南部、孟加拉國、斯里蘭卡、泰國。而泰國鱧最近被引入印度尼西亞、菲律賓、台灣和馬達加斯加，以及20世紀被引入夏威夷，並對非原產地國家造成嚴重的生態破壞。

## 成長速度
泰國鱧的成長速度極快，一年體長就可達到30公分以上，並已經可以交配（性成熟），兩年內就可以長至60公分，最大100公分的極限。

## 棲息環境與物種入侵
泰國鱧耐污力可是強的有名，不單只可生活於受到農藥污染的水體，從一般河川中下流域、湖泊、池塘以及水庫等流域，甚至到受嚴重污染的下水道、大排水溝、排放工廠廢水的水渠也會有他的蹤跡。

## 食用

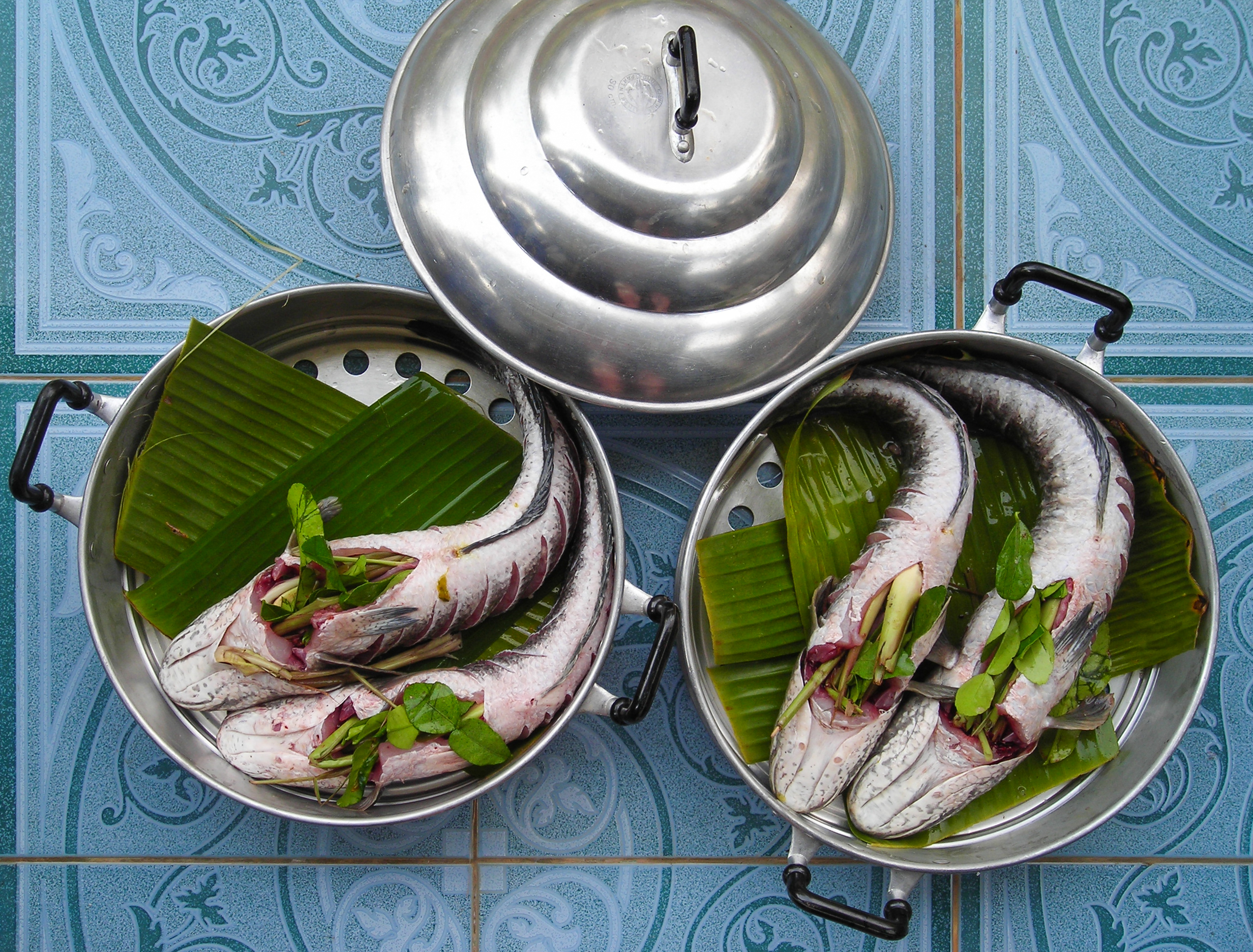
與香茅及箭叶橙一起蒸煮的線鱧

與鱧屬絕大部分成員一樣，線鱧在亞洲被廣泛視為一種十分美味的食用魚。在印度，當地人會以咖喱及木薯粉與線鱧肉一起烹煮；在印尼，當地人會用線鱧來醃製鹹魚；在泰國、菲律賓亦有被廣泛食用。台灣當初引進線鱧的原因是食用，但因土腥味太重導致歡迎度稍遜其他魚種，加上後來業者、民眾任意棄養，又因其沒有天敵大量繁衍，導致成為入侵物種威脅其他本土魚種的生存空間。

## 外部連結
- 怪哉 泰國鱧竟游到大馬路 （页面存档备份，存于）
- 泰國鱧介紹
- 路亞釣泰國鱧的方式(雷強釣法)